# أدريان بيترسون (لاعب كرة قدم أمريكية)
أدريان بيترسون (بالإنجليزية: Adrian Peterson)‏ هو لاعب كرة قدم أمريكية أمريكي، ولد في 1 يوليو 1979 في غينزفيل في الولايات المتحدة.

## وصلات خارجية
- أدريان بيترسون على موقع مرجع كرة القدم المحترفة.كوم (الإنجليزية)